# Celle Ligure
Celle Ligure es una localidad y comune italiana de la provincia de Savona, región de Liguria, con 5.456 habitantes.

## Evolución demográfica
| Gráfica de evolución demográfica de Celle Ligure entre 1861 y 2001 |
|                                                                    |
| Fuente ISTAT - elaboración gráfica de Wikipedia                    |

## Personajes ilustres
- Papa Sixto IV, pontífice nº 212 de la Iglesia Católica
- Basilio Boggiero Spotorno